# Residentie Orkest
Das Residentie Orkest (niederländisch Het Residentie Orkest, englisch The Hague Philharmonic) ist ein niederländisches Sinfonieorchester mit Sitz in Den Haag.

## Geschichte

### Gründung
Das Residentie Orkest formierte sich in den Jahren 1903 und 1904. Nach einem ersten Konzert am 7. Februar 1903 und weiteren Auftritten fand das offizielle Gründungskonzert des Residentie Orkest am 20. November 1904 unter dem Gründer und ersten Chefdirigenten Henri Viotta im Gebouw voor Kunsten en Wetenschappen statt. Das Programm enthielt Kompositionen von Beethoven, Mendelssohn Bartholdy, Tschaikowski und Wagner. Das Gebäude, bekannt als K & W, diente bis 1964, als es durch einen Brand zerstört wurde, dem Orchester als Konzertsaal.
1911 veranstaltete das Orchester ein Festival mit Musik von Richard Strauss, der dort vier seiner Opern vor Ort dirigierte, u. a. Salome und Feuersnot. Weitere Komponisten wie Max Reger, Maurice Ravel, Paul Hindemith und Vincent d’Indy besuchten das Orchester in Den Haag. Von 1915 bis 1968 gab das Residentie Orkest auch Sommerkonzerte im Kurhaus Scheveningen.
1917 übernahm Peter van Anrooy fast zwei Jahrzehnte lang die Leitung des Orchesters. Als Gast dirigierte 1927 Igor Strawinsky, weitere Gastdirigenten der Zwischenkriegszeit waren Arturo Toscanini, Bruno Walter, George Szell, Pierre Monteux, Carl Schuricht und 1937 Herbert von Karajan. Nach dem Zweiten Weltkrieg war das Residentie Orkest beteiligt an dem Festival High Arts in the Low Lands, das 1947 in Den Haag sowie Amsterdam stattfand und aus dem 1948 das Holland Festival hervorging.

### Nach 1945
Willem van Otterloo (1949–1973) baute in seiner Ära den internationalen Ruf weiter aus. Nach der Zerstörung des K & W-Baus 1964 durch ein Feuer zog das Orchester 1968 ins Nederlands Congresgebouw, wo es im akustisch umstrittenen Prins Willem-Alexanderzaal konzertierte. Die französische und deutsche Romantik, niederländische Komponisten und zeitgenössische Musik zählten zu den Schwerpunkten des Repertoires. Es entstanden zahlreiche Aufnahmen im Concertgebouw Amsterdam für das Schallplatten-Label Philips. Zum 75-jährigen Bestehen des Residentie Orkest 1979 erschien die LP-Box 400 Jahre niederländische Musik, für die der Produzent Piet Veenstra mit einem Edison Award ausgezeichnet wurde. Unter den Gastdirigenten dieser Zeit waren prominente Komponisten wie Bruno Maderna und Pierre Boulez. Das Orchester unternahm Tourneen nach Deutschland, Österreich und in die USA.
Ab 1980 stand Hans Vonk an der Spitze des Residentie und setzte die Tourneetätigkeit fort. In seiner Amtszeit wurde 1987 als neue Spielstätte der Dr. Anton Philipszaal eröffnet, in dem das Residentie Orkest bis zum Abriss des Gebäudes 2015 konzertierte.

### Nach 2000
Unter Jaap van Zweden (ab 2000) nahm das Residentie Orkest sämtliche Beethoven-Sinfonien auf. Unter Neeme Järvi (2005–2012) trat es bei den Londoner Proms auf und ging 2009 auf China-Tournee. Mit Bachs Matthäus-Passion unter Jos Vermunt (DG) stand es 2006 eine Woche lang an der Spitze der Album-Charts in den Niederlanden. Zu den wichtigen Produktionen des Residentie in dieser Zeit zählte außerdem 2008 beim Holland Festival die Oper Saint François d’Assise von Olivier Messiaen unter Gastdirigent Ingo Metzmacher, die das Orchester auch auf DVD einspielte und deren Aufnahme 2010 in der Kategorie Best Opera Recording für den Grammy nominiert wurde. Mit Schostakowitschs 10. Sinfonie wiederum trat das Residentie 2011 erstmals bei einem Popfestival auf, dem Festival A Camping Flight to Lowlands Paradise in Biddinghuizen. Seinen 110. Geburtstag feierte das Orchester am 20. November 2014 mit einem Jubiläumskonzert, an dem das Königspaar Willem-Alexander und Máxima teilnahm – die Leitung hatte Neeme Järvi, der ab 2012 beim Orchester als Chefdirigent emeritus weiter wirkte.
In der folgenden Phase erprobte das Orchester neue Leitungsstrukturen. Von 2015 bis 2019 wirkte Willem de Vriend als ständiger Dirigent, ab 2016 stand ihm – ebenfalls als ständiger Dirigent – Nicholas Collon zur Seite, der dann ab 2019 als Chefdirigent tätig war. Seine Nachfolgerin in diesem Amt wurde 2021 Anja Bihlmaier. Ihr Amtsantritt war verbunden mit der Eröffnung des Kulturzentrums Amare, in dem das Residentie Orkest einen Konzertsaal mit 1500 Sitzplätzen bezog.

## Chefdirigenten
- Henri Viotta (1904–1917)
- Peter van Anrooy (1917–1935)
- Frits Schuurman (1938–1949)
- Willem van Otterloo (1949–1973)
- Jean Martinon (1974–1976)
- Ferdinand Leitner (1976–1980)
- Hans Vonk (1980–1992)
- Jewgeni Swetlanow (1993–2000)
- Jaap van Zweden (2000–2005)
- Neeme Järvi (2005–2012)
- Nicholas Collon (2019–2021)
- Anja Bihlmaier (seit 2021)